# 尼古拉斯·马杜罗
尼古拉斯·马杜罗·莫罗斯（西班牙語：Nicolás Maduro Moros；西班牙語：[nikoˈlaz maˈðuɾo ˈmoɾos]；1962年11月23日—），委内瑞拉左翼政治人物，現任委内瑞拉總統。马杜罗曾于2006年至2012年担任委内瑞拉外长，2012年至2013年担任该国副总统。其壓制反對派、通過修憲公投擴大總統權力等，使他成為當代全世界最具爭議的政治人物之一。2013年4月14日，委内瑞拉代总统马杜罗以微弱優勢當選总统。2018年5月20日，他以68%的得票率再度當選。2024年，他以51.9%的得票率第三次当选，但得票率的真实性引起反对派質疑，並引發委内瑞拉国内的抗议及示威游行。

## 早期生活和教育
尼古拉斯·马杜罗1962年出生在委内瑞拉的加拉加斯，是工会领导人尼古拉斯·马杜罗·加西亚的儿子。其母特蕾莎是哥伦比亚人。他在加拉加斯一个工薪阶层附近的西部郊区的公立高中，何塞·阿瓦罗斯公立高中上学。他发表他的第一个政治概论的时候成为了他上的高中的学生会成员。

## 從政生涯

### 早期政治生涯
1970年代未至1980年代时期，他先后担任学生领袖、加拉加斯地铁系统的巴士司机、代表委内瑞拉首都加拉加斯地铁系统的工会領袖。
2006年8月9日，他被委内瑞拉总统乌戈·查韦斯任命為外交部長。

### 副总统与代总统任期
2012年10月10日，他被委内瑞拉总统乌戈·查韦斯任命為副總統，三日後就任。12月8日，查韦斯宣布其副總統马杜罗為他的接班人。
2013年3月5日，查韦斯因癌症去世，他出任臨時總統。
原本宪法规定，國會议长迪奥斯达多·卡韦略将担任过渡时期的临时总统。委內瑞拉最高法院說，副總統馬杜羅由查韋斯去世那刻開始，已經成為代總統，可以角逐總統職位。最高法院這項決定，是在已故總統查韋斯的喪禮舉行期間宣佈，按照安排，馬杜羅在喪禮之後就宣誓成為代總統。
2013年3月8日，委内瑞拉副总统尼古拉斯·马杜罗在委内瑞拉全国代表大会特别会议上正式宣誓就任代总统，委內瑞拉國家選舉委員會其後宣布於4月14日舉行總統選舉，他代表執政統一社會黨參選，反對派推舉卡普里萊斯角逐。

### 第一个总统任期

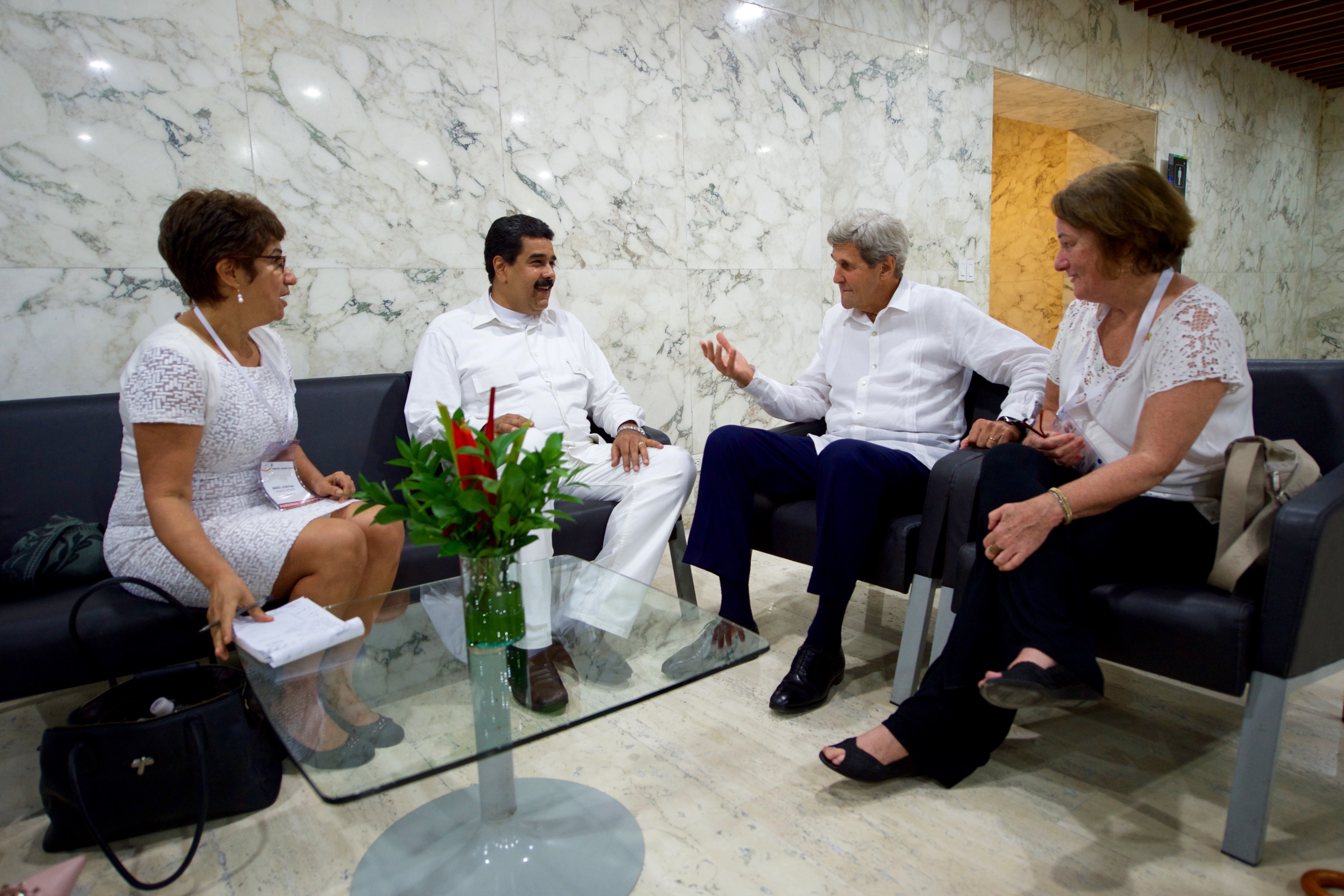
2016年9月26日马杜罗在卡塔赫纳与美国国务卿约翰·福布斯·克里会面

2013年4月14日，代总统尼古拉斯·马杜罗以50.66%的得票率在总统大选中胜出，当选委内瑞拉总统。反对派候选人恩里克·卡普里莱斯以十分接近的49.07%的得票率落败。反對派不承認選舉结果，但馬杜罗如期在4月19日就任，而最高法院及選舉委員会亦確認選舉结果。
2014年委内瑞拉示威，反对派要求總統馬杜洛下台，政府下令軍方鎮壓反對派，造成多人死傷，衝突至今仍未解決。
即使2015年的議會選舉為1999年來社会党最大失利也無法使民主團結圓桌會議罷免該總統，因為涉及罷免总統的相關機構，包括最高法院及選舉委員会，仍為委內瑞拉統一社會主義黨所把持。
西方媒体批评在馬杜羅的統治下，持续动用行政手段干预私营经济。由于原油价格的持续低迷导致以油气资源作为主要收入来源的委内瑞拉财政收入匮乏，加上美国对委内瑞拉的经济与金融制裁，委内瑞拉经济面临严重衰退。《华尔街日报》指，委內瑞拉的國內生產總值在2013年至2016年間下降27%，曾是拉丁美洲最富裕國家的委內瑞拉在2016年開始陷入饑荒，營養不良現象席捲全國，國內90%人口生活於贫困線下。有調查顯示委內瑞拉人的平均體重在2016年下降了8公斤，在2017年再下降11公斤。在食物持續短缺下，委內瑞拉人開始宰殺貓狗充饑。此外委內瑞拉國內基礎設施也不容樂觀，電力和自来水短缺。公車數量不足，銀行自動取款機無法取錢。委内瑞拉外汇储备几乎耗尽，不得已通过出售黄金储备来换取现金，以支付进口商品。
2015年委內瑞拉議會選舉后，馬杜羅通過制憲大會選舉產生的制憲大會掌控權力，但遭到國內反對派抵制以及美國的反對。2017年7月27日，隶属于委内瑞拉科学和刑事调查部的一架直升机被偷走。隨後该直升机飞往位于加拉加斯市北部委內瑞拉統一社會主義黨所控制的最高法院大楼开枪射击。随后事发地传来两声爆炸。委内瑞拉国民警卫队击退攻击后，封锁了法院大楼。7月31日，美國宣佈對馬杜羅實施制裁，凍結了他在美國的資產以及禁止美國人與他進行任何商業往來。8月25日，美国发布行政令，禁止美国金融机构参与委内瑞拉政府和国有的委内瑞拉石油公司新的债务和股权交易，禁止美方机构参与委内瑞拉公共部门现已发行的部分债券交易等。
踏入2018年，委內瑞拉經濟繼續惡化。國際貨幣基金組織估計委國的2018年通脹率將高達13,000%。委內瑞拉玻利瓦爾大幅貶值，比在委內瑞拉國內，10萬委內瑞拉玻利瓦爾只能買半個雞蛋。为了应对货币贬值以及美国的金融制裁，4月，委内瑞拉全国制宪大会批准了关于加密货币和石油币的草案。马杜罗一直是委内瑞拉石油币和加密货币的坚定推行者。
2018年5月7日，美国以“毒品走私和洗钱”为由，对三名委内瑞拉个人及20家公司实施制裁。

### 2018年委内瑞拉总统选举
2018年5月20日，马杜罗在大选中获胜连任总统。在委内瑞拉国内反对派、51个国家政府、美洲国家组织、欧盟、利马集团、G7的多方反对下，他的总统任期延长至2019-2025年。反对马杜罗的国家和组织认为，马杜罗的选举缺少最基本的保障，且不符合国际民主选举的标准，因此选举是非法的。同日，中华人民共和国外交部对委内瑞拉马杜罗政府表示信任，并同时指出，“相信委政府和人民有能力处理好本国内部事务。同时，各方应尊重委内瑞拉人民作出的选择。”
俄罗斯总统普京电贺马杜罗再次当选委内瑞拉总统。普京在贺电中表示，相信马杜罗总统的再次当选将有助于两国间战略伙伴关系的发展。俄罗斯外交部同时对于美国等国家公开宣称不承认委内瑞拉选举结果表示遗憾。5月21日，中华人民共和国外交部发言人则在回应关于中俄两国继续对委内瑞拉提供贷款援助的问题时表示，“中国跟世界上其他国家发展正常的关系，包括开展正常的合作，我想其他国家不应该干涉。”
7月，据美国媒体报道，特朗普总统召见了他的外交政策顾问，向后者询问美国入侵委内瑞拉的可能性。特朗普还会见了进行反政府活动的委内瑞拉军事反对派代表。

### 遭刺杀未遂
2018年8月5日，馬杜羅在參加紀念委內瑞拉國民警衛隊成立81週年活動做演讲时，一架无人机携带爆炸物圖謀刺殺馬杜羅，現場發生两次爆炸，至少7人受伤，逾百名士兵慌忙四散逃生，馬杜羅本人未受波及。马杜罗聲称，一个右翼组织与哥伦比亚和美国策劃此次暗殺行動，并認為哥伦比亚总统桑托斯是此次袭击的幕后主使。哥伦比亚一位政府消息人士称，马杜罗的指控是“荒唐的”。一个名为T恤军民族运动(National Movement of Soldiers in T-shirts)的团体声称对此次袭击负责。
国际反应
中华人民共和国外交部随后谴责此次袭击事件，并表示中方“支持委方为实现国家和平稳定发展所做努力”。
2018年9月15日，美洲国家组织秘书长路易斯·阿尔马格罗表示，“关于军事干预委内瑞拉并推翻马杜罗政府，我们现在不应排除任何选项。”
2018年11月1日，美国总统特朗普签署行政令对委内瑞拉黄金出口实施制裁，禁止美国公民同与委黄金出口等行业有关的个人和实体进行交易，旨在降低出售黄金储备给委政府带来的收入。11月5日，英国央行拒绝了委内瑞拉政府提取其寄存在英国的黄金储备的请求，理由是“英方认为委当局对这批价值5.5亿美元金条的意图越来越不确定。”
2018年12月10日，俄罗斯国防部派遣两架图-160战略轰炸机、一架安-124大型军用运输机和一架伊尔-62飞机飞抵委内瑞拉首都加拉加斯，对委内瑞拉进行为期五日的友好访问。

### 第二个总统任期

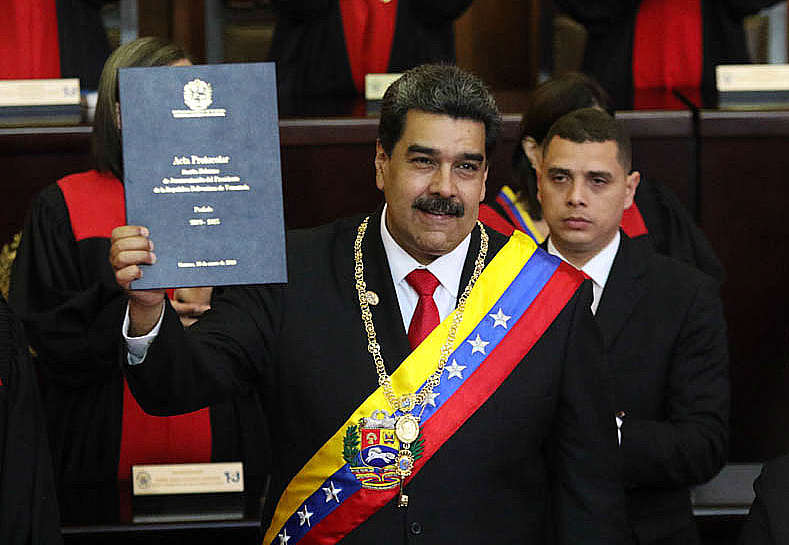
2019年1月，馬杜羅宣誓就職，展開其第2個總統任期。

2019年1月10日，馬杜羅宣誓就職新一屆總統。中华人民共和国、俄罗斯与美洲玻利瓦尔联盟皆对其表示支持与祝贺。而利马集团则发声明质疑马杜罗第2个任期的合法性，并敦促马杜罗将权力移交给反对派控制的国会。利马集团成員國巴拉圭宣佈與委內瑞拉斷交。美国、加拿大、欧盟发声明拒绝认可马杜罗连任选举结果。马杜罗亦宣布与美国断交。中华人民共和国外交部则表示，马杜罗总统的当选符合各方利益，各国应尊重委内瑞拉人民已经作出的选择。
馬杜羅2月23日宣布與哥倫比亞斷交。

### 2024年委内瑞拉总统选举
2024年7月29日，委内瑞拉全国选举委员会宣布：马杜罗以51%对44%的得票率击败埃德蒙多·冈萨雷斯·乌鲁蒂亚，赢得第三次总统选举的胜利，任期为 2025-2031 年。总统选举结果揭晓后，委内瑞拉23个州中至少有17个州发爆发了示威活动，来抗议马杜罗宣称拿下胜利。反对派领导人表示，他们审查了大约90%的选票统计结果，冈萨雷斯赢得的选票是马杜罗的两倍多。马杜罗手下军队和警察的一系列行动，包括对一些抗议者发射催泪瓦斯和橡胶子弹、便衣人员向抗议者开枪、逮捕反对派成员，导致了一系列侵犯人权事件：数百人被捕，数名民众死亡，数十人受伤，这其中都包括儿童。8月1日，马杜罗要求该国最高法院对选举进行审计，并承诺公布有争议的选举的所有投票结果。
2024年9月23日，阿根廷最高法院向委内瑞拉总统尼古拉斯·马杜罗和内政部长迪奥斯达多·卡韦略发出逮捕令，罪名是涉嫌对持不同政见者犯下反人类罪。
国际社会态度
- 支持

玻利维亚总统路易斯·阿尔塞、洪都拉斯总统希奥玛拉·卡斯特罗、古巴共产党第一书记兼古巴国家主席米格尔·迪亚斯-卡内尔、俄罗斯总统弗拉基米尔·普京及中共中央总书记兼中国国家主席习近平祝贺马杜罗当选连任委内瑞拉总统。
- 反对

巴西、墨西哥、哥伦比亚、及G7集团，呼吁马杜罗当局“以完全透明的方式“公布本次竞选的详细投票信息；同时阿根廷、智利、哥斯达黎加、秘鲁、巴拿马、多米尼加和乌拉圭等国呼吁允许所有候选人代表复核计票，以保证大选结果尊重人民意志；联合国秘书长古特雷斯呼吁马杜罗当局实现完全透明，并鼓励及时公布选举结果和按投票站分列的计票结果。

## 争议

### 吃牛排爭議
2018年9月18日，馬杜羅到伊斯坦堡撒鹽哥的Nusr-Et餐廳去吃牛排，並且與其會面合影，影片一流出，因此而引發爭議。

### 毒品犯罪指控
2020年3月26日，美國司法部以「毒品恐怖主義陰謀」等罪名起訴馬杜羅，指称其于过去20多年间与国际贩毒集团保持紧密联系，“明确打算用可卡因淹没美国”。